# Clover Maitland
Clover Maitland (Maryborough, 14 de marzo de 1972) es una exjugadora australiana de hockey sobre césped.

## Trayectoria
Maitland tuvo su primera participación olímpica en Atlanta 1996. En el torneo derrotó en la final a Corea del Sur y consiguió la medalla de oro. En Sídney 2000 venció a Argentina en la final y obtuvo su segundo oro olímpico.